# Scopula cassiaria
Scopula cassiaria är en fjärilsart som beskrevs av Swinhoe 1904. Scopula cassiaria ingår i släktet Scopula och familjen mätare. Inga underarter finns listade.